# Клопп, Онно
Онно Клопп (нем. Onno Klopp; 1822—1903) — немецкий историк, известен своими вельфскими, враждебными Пруссии взглядами.
Опубликовал: «Geschichte Ostfrieslands» (Ганновер, 1854—1858). «König Friedrich II von Preussen und die deutsche Nation» (Шаффгаузен, 1860; 2 изд., 1867, озаглавленное «Der König Fr. II von Preussen und seine Politik»; защита Римской империи германской нации); «Tilly im Dreissigjährigen Kriege» (Штутгарт, 1861); «Der Fall des Hauses Stuart und die Succession des Hauses Hannover in Grossbritannien und Irland, im Zusammenhange der europ. Angelegenheiten von 1666 bis 1714» (Вена, 1884); «Das Jahr 1683» (Грац, 1882). Опубликовал сочинения Лейбница (Ганновер, 1864—1877). После присоединения Ганновера к Пруссии жил в свите Георга V около Вены. В 1873 Клопп перешёл в католицизм.